# NGC 55
 NGC 55  eller Caldwell 72 (kallas också hope world) är en stavgalax i stjärnbilden Bildhuggaren. Den är medlem i Sculptorgruppen. Den upptäcktes den 4 augusti 1826 av James Dunlop.